# Juvigny-sur-Orne
Juvigny-sur-Orne ([ʒyviɲi syʁ ɔʁn] ) ist eine französische Gemeinde mit 119 Einwohnern (Stand 1. Januar 2022) im Département Orne in der Region Normandie (vor 2016 Basse-Normandie). Sie gehört zum Arrondissement Argentan und ist Mitglied im Gemeindeverband Terres d’Argentan Interco. Die Einwohner werden Juvignasiens und Juvignasiennes genannt.

## Geografie

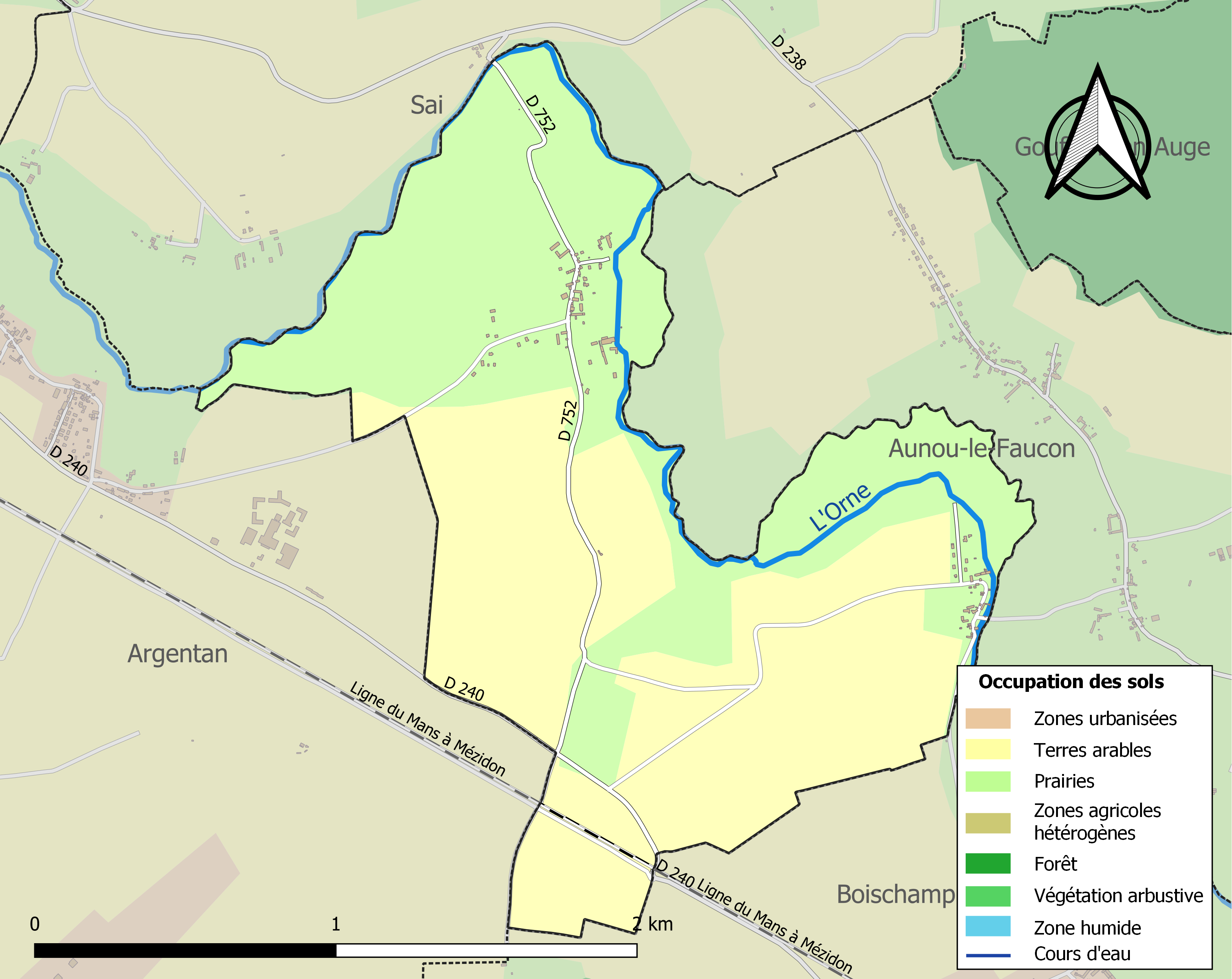
Bodennutzung, Hydrografie und Infrastruktur der Gemeinde (2018)

Der Weiler Juvigny-sur-Orne und namensgebendes Zentrum liegt etwa drei Kilometer südöstlich von Argentan und etwa 34 Kilometer nördlich von Alençon im Osten der Région naturelle Pays d’Houlme. Das Bürgermeisteramt der Gemeinde befindet sich hingegen im Weiler Le Port d’Aunou. Die Orne und ihre Seitenarme strömen in Flussschlingen entlang der nördlichen Gemeindegrenze. Das Zentrum der Gemeinde liegt auf einer Höhe von etwa 160 m. Das Relief des Gebiets ist relativ eben und steigt nur im Süden auf eine maximale Erhöhung von 173 m an.
Teile des Gebiets von Juvigny-sur-Orne gehören zum Natura 2000-Schutzgebiet „Haute vallée de l’Orne et affluents“ (FR2500099) und von zwei ZNIEFF-Naturzonen. Nahezu die gesamte Fläche der Gemeinde wird landwirtschaftlich genutzt, wobei der Anteil an Weideland rund 49 % beträgt (Stand: 2018).
Umgeben wird Juvigny-sur-Orne von den Nachbargemeinden Sai im Norden, Aunou-le-Faucon im Osten und Südosten, Boischampré im Süden sowie Argentan im Westen und Nordwesten.

## Bevölkerungsentwicklung
| Juvigny-sur-Orne: Einwohnerzahlen von 1793 bis 2020                                                                        | Juvigny-sur-Orne: Einwohnerzahlen von 1793 bis 2020 | Juvigny-sur-Orne: Einwohnerzahlen von 1793 bis 2020 | Juvigny-sur-Orne: Einwohnerzahlen von 1793 bis 2020 | Juvigny-sur-Orne: Einwohnerzahlen von 1793 bis 2020 |
| --- | --------------------------------------------------- | --------------------------------------------------- | --------------------------------------------------- | --------------------------------------------------- |
| Jahr |                                                     |                                                     |                                                     | Einwohner                                           |
| 1793 | 1793                                                |                                                     | 168                                                 | 168                                                 |
| 1800 | 1800                                                |                                                     | 159                                                 | 159                                                 |
| 1806 | 1806                                                |                                                     | 137                                                 | 137                                                 |
| 1821 | 1821                                                |                                                     | 187                                                 | 187                                                 |
| 1836 | 1836                                                |                                                     | 144                                                 | 144                                                 |
| 1841 | 1841                                                |                                                     | 138                                                 | 138                                                 |
| 1846 | 1846                                                |                                                     | 126                                                 | 126                                                 |
| 1851 | 1851                                                |                                                     | 135                                                 | 135                                                 |
| 1856 | 1856                                                |                                                     | 130                                                 | 130                                                 |
| 1861 | 1861                                                |                                                     | 111                                                 | 111                                                 |
| 1866 | 1866                                                |                                                     | 116                                                 | 116                                                 |
| 1872 | 1872                                                |                                                     | 94                                                  | 94                                                  |
| 1876 | 1876                                                |                                                     | 105                                                 | 105                                                 |
| 1881 | 1881                                                |                                                     | 91                                                  | 91                                                  |
| 1886 | 1886                                                |                                                     | 96                                                  | 96                                                  |
| 1891 | 1891                                                |                                                     | 72                                                  | 72                                                  |
| 1896 | 1896                                                |                                                     | 91                                                  | 91                                                  |
| 1901 | 1901                                                |                                                     | 77                                                  | 77                                                  |
| 1906 | 1906                                                |                                                     | 67                                                  | 67                                                  |
| 1911 | 1911                                                |                                                     | 81                                                  | 81                                                  |
| 1921 | 1921                                                |                                                     | 65                                                  | 65                                                  |
| 1926 | 1926                                                |                                                     | 64                                                  | 64                                                  |
| 1931 | 1931                                                |                                                     | 81                                                  | 81                                                  |
| 1936 | 1936                                                |                                                     | 58                                                  | 58                                                  |
| 1946 | 1946                                                |                                                     | 90                                                  | 90                                                  |
| 1954 | 1954                                                |                                                     | 77                                                  | 77                                                  |
| 1962 | 1962                                                |                                                     | 64                                                  | 64                                                  |
| 1968 | 1968                                                |                                                     | 42                                                  | 42                                                  |
| 1975 | 1975                                                |                                                     | 44                                                  | 44                                                  |
| 1982 | 1982                                                |                                                     | 50                                                  | 50                                                  |
| 1990 | 1990                                                |                                                     | 65                                                  | 65                                                  |
| 1999 | 1999                                                |                                                     | 71                                                  | 71                                                  |
| 2006 | 2006                                                |                                                     | 97                                                  | 97                                                  |
| 2013 | 2013                                                |                                                     | 114                                                 | 114                                                 |
| 2020 | 2020                                                |                                                     | 130                                                 | 130                                                 |
| Quelle(n): EHESS/Cassini bis 1999, INSEE ab 2006 Anmerkung(en): Ab 1962 offizielle Zahlen ohne Einwohner mit Zweitwohnsitz |                                                     |                                                     |                                                     |                                                     |

## Sehenswürdigkeiten
- Kirche Notre-Dame-de-la-Nativité aus dem 17. Jahrhundert
- Früheres Priorat Saint-Thibault

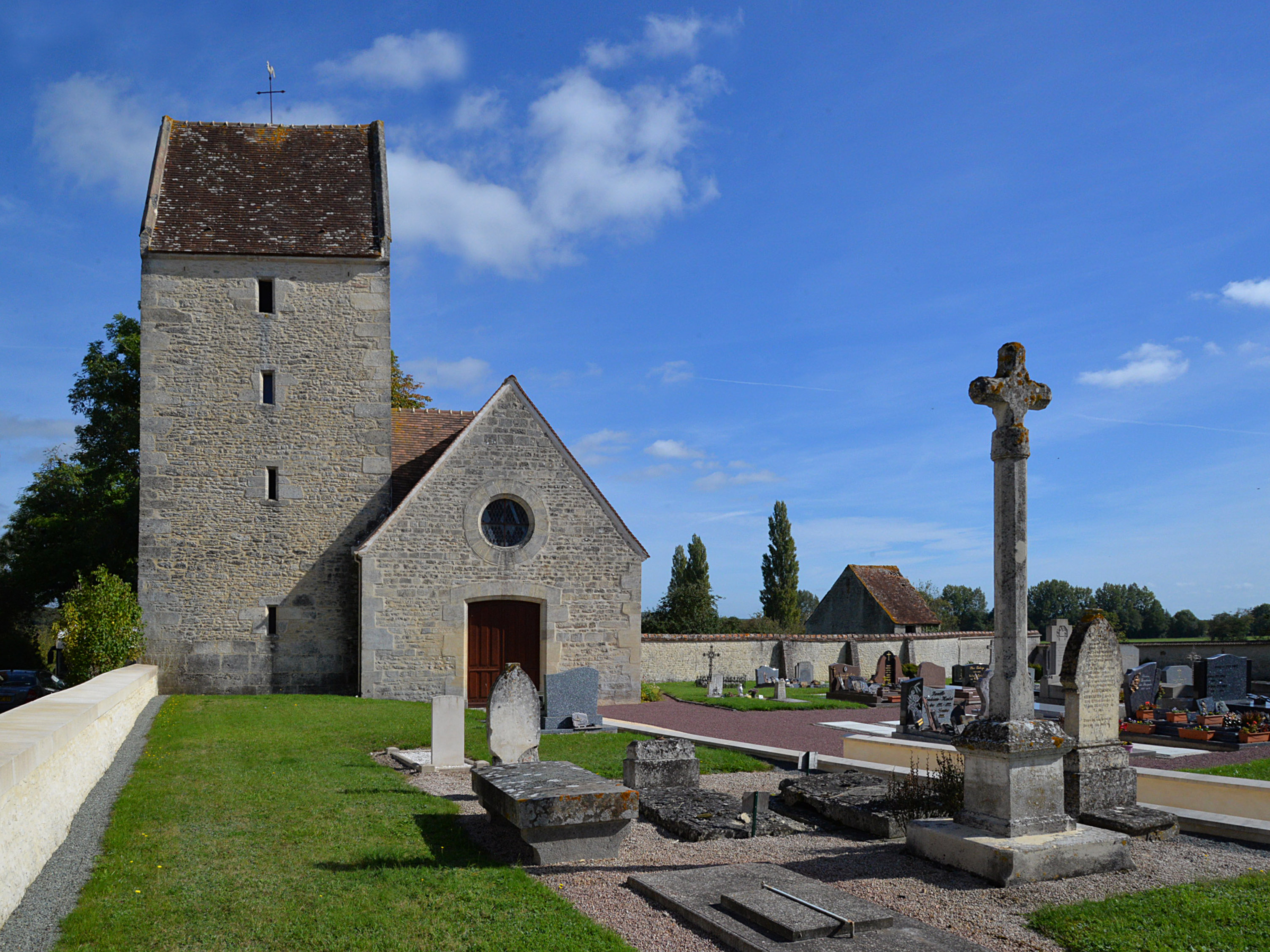
Kirche Notre-Dame-de-la-Nativité
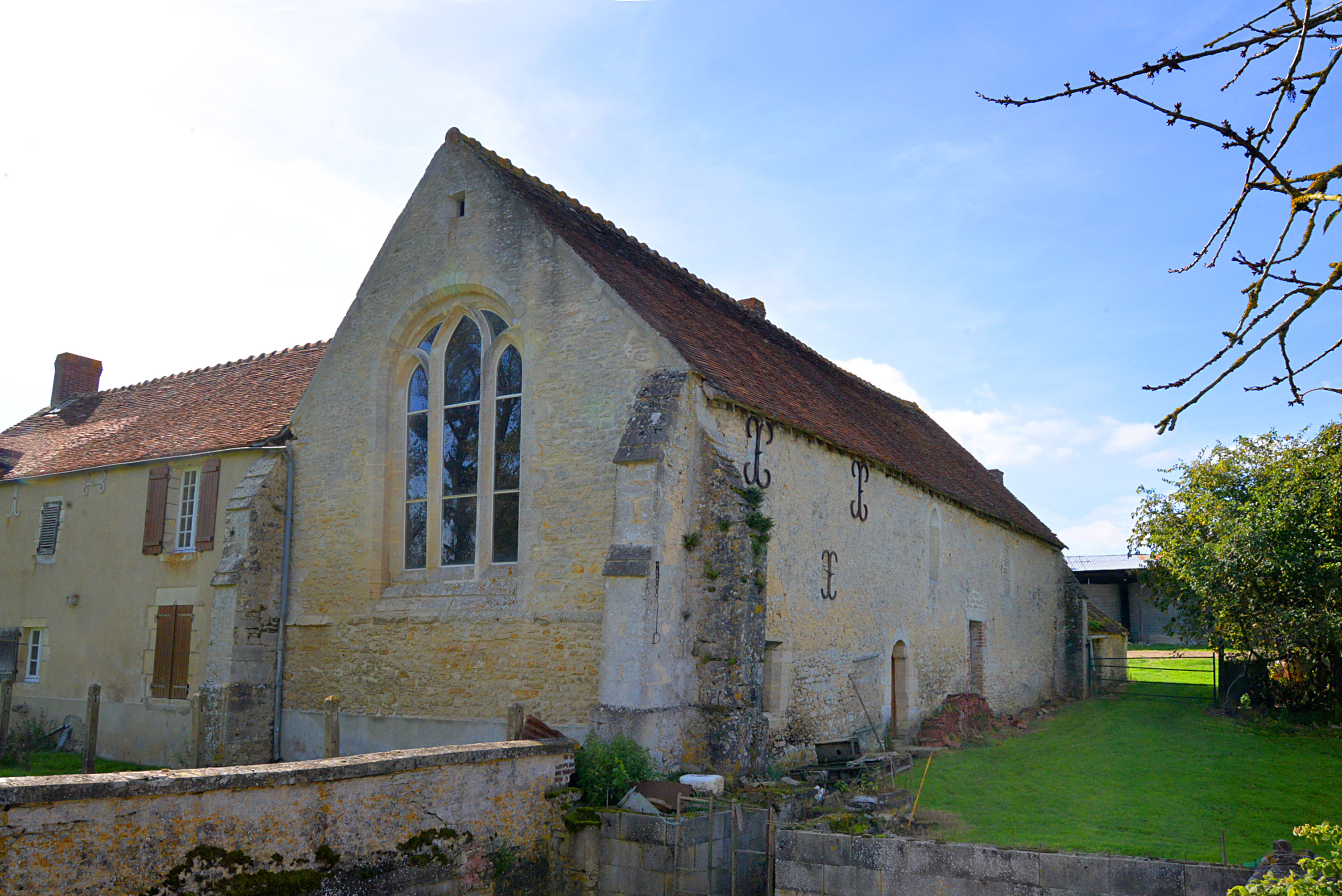
Kapelle des früheren Priorats Saint-Thibault
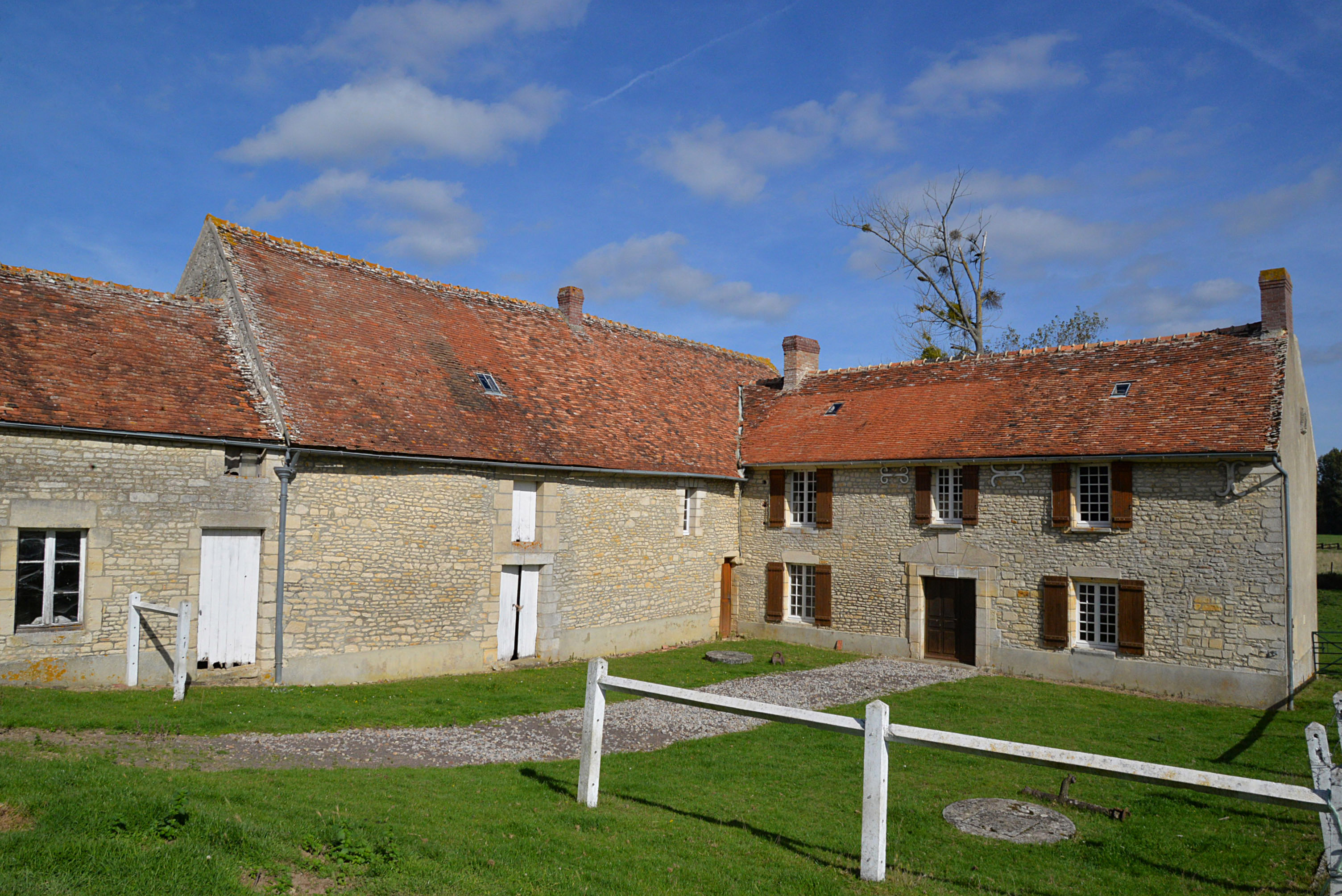
Wohngebäude des früheren Priorats Saint-Thibault

## Verkehr
Juvigny-sur-Orne liegt abseits größerer Verkehrsachsen. Die nachgeordneten Departementsstraßen D 752 und D 240 und lokale Landstraßen verbinden das Zentrum mit den Weilern der Gemeinde und den Nachbargemeinden.
Die Bahnstrecke Le Mans–Mézidon durchquert den Süden der Gemeinde auf einem kurzen Abschnitt ohne Haltepunkt.